# Abbreviata
Abbreviata là một chi giun tròn thuộc họ Physalopteridae.
Chi này chứa hầu hết là các loài phân bố toàn cầu.
Loài:
- Abbreviata abbreviata (Rudolphi, 1819)
- Abbreviata kazachstanica Markov & Paraskiv, 1956
- Abbreviata turkomanica Andrushko & Markov, 1956